# Justin Smith (kanadyjski piłkarz)
Justin Smith (ur. 4 lutego 2003 w Paryżu) – kanadyjski piłkarz z obywatelstwem francuskim, występujący na pozycji środkowego pomocnika lub środkowego obrońcy, od 2024 roku zawodnik hiszpańskiego Espanyolu.
Jego rodzice pochodzą z Kanady, a on sam urodził się i wychował we Francji.
W 2022 roku rozegrał 4 spotkania na mistrzostwach CONCACAF U-20.